# 友權集團
友權集團控股有限公司，簡稱友權集團控股和友權集團（英語：Iao Kun Group Holding Company Limited，NASDAQ：IKGH），在2007年成立，前身為「CS中國併購公司」（CS China Acquisition Corp.）和「亞洲娛樂資源有限公司」（Asia Entertainment & Resources Ltd.）。
主席為Lam Man Pou ，行政總裁為Vong Hon Kun。現時業務在澳門經營各大酒店內博彩貴賓廳，包括銀娛旗下星際酒店和娛樂場（2016年9月10日終止）、澳門銀河度假城（2016年9月10日終止）、新濠博亞博彩旗下的澳門新濠天地、金沙中國旗下的金沙城中心（2016年8月31日終止），以及澳博旗下的凱旋門，提供中介收取固定比例佣金来获取收入。
2010年2月，該公司以1億美元，收購亚洲博彩与酒店公司（Asia Gaming & Resort Limited）股權。
2014年7月，該公司計劃於港交所申請介紹形式上市，當時由羅富齊作為包銷商，但未獲通過；2015年1月，該公司再次申請介紹形式上市，但由於受到種種限制而擱置。
2016年6月尾，該公司以1億美元（1175億韓元）收購位於濟州島的濟州島濟州太陽酒店娛樂場所有股權。
2016年8月31日，該公司旗下貴賓廳位於金沙城中心關閉，預計節省75萬美元。
2016年9月10日，該公司旗下貴賓廳位於星際酒店和澳門銀河關閉。

## 外部連結
- ir.ikghcl.com